# Biskupice (Pruszków)
Pour les articles homonymes, voir Biskupice.
Biskupice (prononciation : [biskuˈpit͡sɛ]) est un village polonais de la gmina de Brwinów dans le powiat de Pruszków de la voïvodie de Mazovie dans le centre-est de la Pologne.
Il se situe à environ 4 kilomètres au nord-ouest de Brwinów (siège de la gmina), 8 kilomètres à l'ouest de Pruszków (siège du powiat) et à 23 kilomètres à l'ouest de Varsovie (capitale de la Pologne).
Le village compte approximativement une population de 231 habitants en 2012.

## Histoire
De 1975 à 1998, le village appartenait administrativement à la voïvodie de Varsovie.